# Sneeuwwitte vedermot
De sneeuwwitte vedermot, vijfvingerige vedermot of witte vedermot (Pterophorus pentadactyla) is een nachtvlinder uit de familie Pterophoridae (vedermotten).

## Kenmerken
De sneeuwwitte vedermot is een kleine vlinder met een spanwijdte van 24 tot 35 millimeter. De vleugels zijn erg diep ingesneden waardoor het lijkt of de vlinder vleugels heeft bestaande uit vijf veren. Twee hiervan vormen de voorvleugels; de andere drie vormen de achtervleugels.

## Verspreidingsgebied
De sneeuwwitte vedermot komt algemeen voor in Europa. Vooral op droge graslanden kan de vlinder worden waargenomen. De waardplant van de rups zijn windes (Convolvulus).

## Levenscyclus
De soort overwintert als rups.De vliegtijd is van juni tot en met augustus.

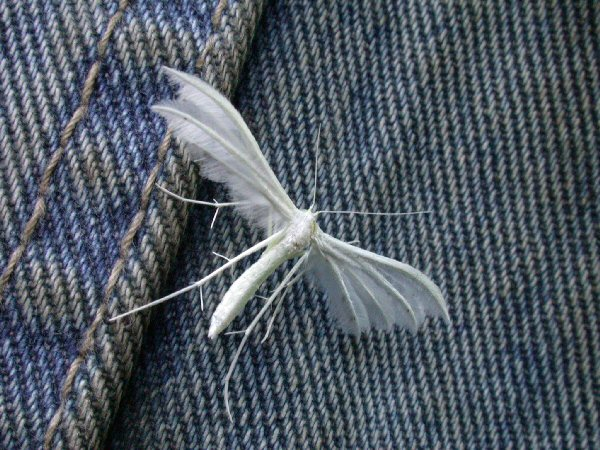
Sneeuwwitte vedermot op een spijkerbroek